# Харрисон, Александр
Александр (Томас) Харрисон (англ. Thomas Alexander Harrison; 1853—1930) — американский художник-маринист, проведший большую часть своей жизни во Франции.

## Биография
Родился 17 января 1853 года в Филадельфии, Пенсильвания, брат художника Бирджа Харрисона.
Учился в Пенсильванской академии изящных искусств в Филадельфии в 1871—1872 годах. После этого в течение шести лет работал в качестве чертежника в правительственной разведочной экспедиции на территории Тихоокеанского побережья США. Позже некоторое время учился в школе дизайна San Francisco School of Design. В 1879 году Харрисон приехал в Париж и учился в Национальной школе изящных искусств под руководством Жана-Леона Жерома и Жюля Бастьен-Лепажа. Затем отправился в Бретань и занимался пейзажной и морской живописью в Понт-Авене и Конкарно. Интересно, что в Бретани Харрисон познакомился с композитором Рейнальдо Аном и писателем Марселем Прустом, став прообразом одного из героев его новеллы Jean Santeuil и персонажа романов «В поисках утраченного времени» — художника Elstir.. Был близко знаком с английским художником Уильямом Стоттом.
Умер 13 октября 1930 года в Париже, Франция.

## Заслуги
Александр Харрисон имел много наград, первой медали был удостоен на Всемирной выставке в Париже в 1889 году. Также был отмечен золотой медалью Академии изобразительных искусств Пенсильвании, а также медалями в Мюнхене, Брюсселе, Генте, Вене и других местах. Был награждён орденом Почетного легиона и другими общественными наградами Франции.
Был членом обществ Société Nationale des Beaux-Arts (Париж), Royal Institute of Painters in Oil Colours (Лондон), Secession societies (Мюнхен, Берлин, Вена), National Academy of Design и Society of American Artists (Нью-Йорк), а также других организаций.

## Галерея

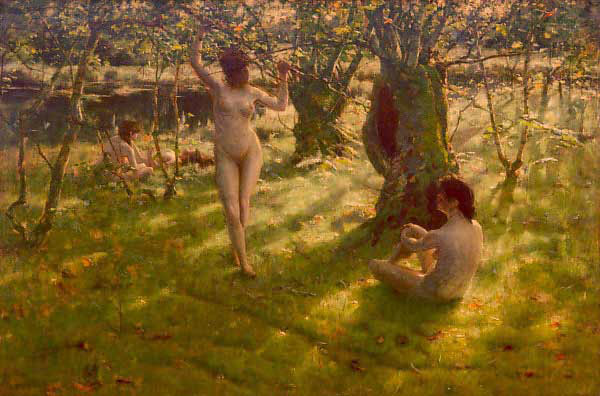
En Arcadie (1885), Musée d'Orsay, Paris.
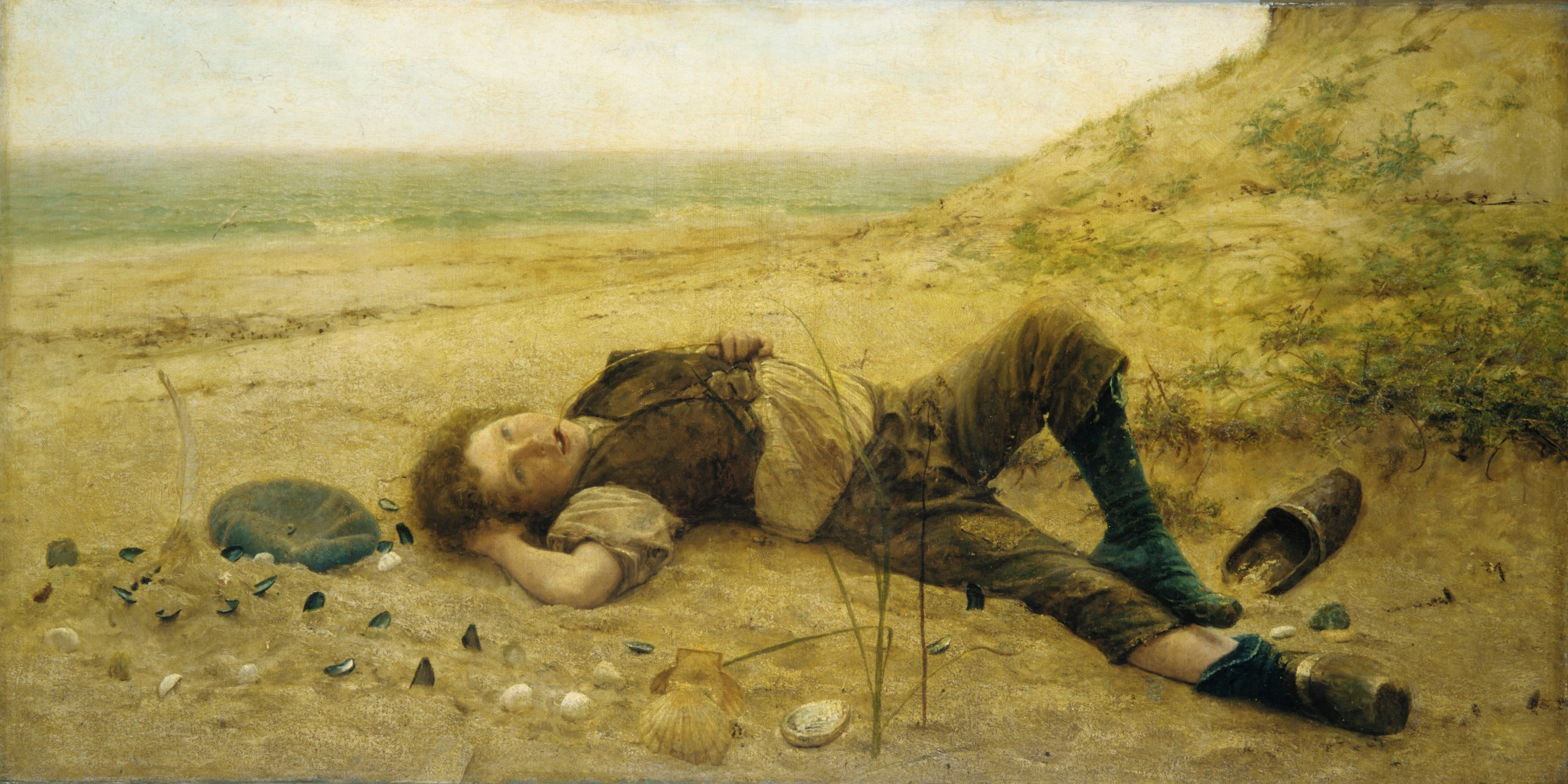
Castles in Spain (1882), Metropolitan Museum of Art, New York City.
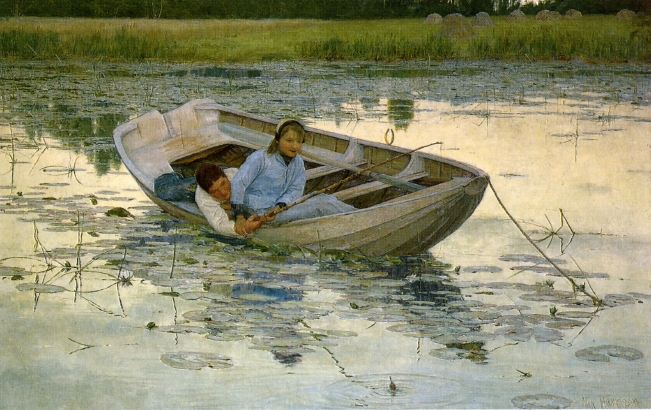
Les Amateurs (1882-83), Brauer Museum of Art, Valparaiso, Indiana.